# Грінвілл (Пенсільванія)
Грінвілл (англ. Greenville) — місто (англ. borough) в США, в окрузі Мерсер штату Пенсільванія. Населення — 5540 осіб (2020).

## Географія
Грінвілл розташований за координатами 41°24′18″ пн. ш. 80°23′2″ зх. д. / 41.40500° пн. ш. 80.38389° зх. д. (41.405075, -80.383812).  За даними Бюро перепису населення США в 2010 році місто мало площу 4,89 км², уся площа — суходіл.

## Демографія
Згідно з переписом 2010 року, у селищі мешкало 5919 осіб у 2241 домогосподарстві у складі 1304 родин. Густота населення становила 1211 осіб/км².  Було 2567 помешкань (525/км²).
Расовий склад населення:
| - 95,2 % — білих - 1,7 % — чорних або афроамериканців - 1,5 % — азіатів - 0,1 % — вихідців з тихоокеанських островів - 0,1 % — корінних американців |

До двох чи більше рас належало 1,1 %. Частка іспаномовних становила 1,5 % від усіх жителів.
За віковим діапазоном населення розподілялося таким чином: 21,1 % — особи молодші 18 років, 64,2 % — особи у віці 18—64 років, 14,7 % — особи у віці 65 років та старші. Медіана віку мешканця становила 33,1 року. На 100 осіб жіночої статі у селищі припадало 92,4 чоловіків;  на 100 жінок у віці від 18 років та старших — 90,9 чоловіків також старших 18 років.
Середній дохід на одне домашнє господарство  становив 44 706 доларів США (медіана — 38 024), а середній дохід на одну сім'ю — 52 992 долари (медіана — 43 956). Медіана доходів становила 41 340 доларів для чоловіків та 27 961 долар для жінок. За межею бідності перебувало 23,9 % осіб, у тому числі 36,9 % дітей у віці до 18 років та 7,7 % осіб у віці 65 років та старших.
Цивільне працевлаштоване населення становило 2374 особи. Основні галузі зайнятості: освіта, охорона здоров'я та соціальна допомога — 34,8 %, роздрібна торгівля — 17,7 %, виробництво — 17,2 %.